# U 844
U 844 war ein U-Boot vom Typ IX C/40, das von der Kriegsmarine während des Zweiten Weltkriegs im Nordatlantik  eingesetzt wurde.

## Technische Daten
Bereits seit 1934 war die Deschimag AG Weser, teilweise unter Umgehung der Bestimmungen des Versailler Vertrages, am Aufbau der deutschen U-Bootflotte beteiligt. Während des Krieges spezialisierte sich die Werft auf den Bau von Booten des größeren Typs IX. Von diesen Booten wurden bis Kriegsende 113 Stück an die Kriegsmarine ausgeliefert. Der für den Übersee-Einsatz konzipierte Typ IX C/40 war ein Zwei-Hüllenboot, das 76 m lang war und einen Durchmesser von 6,84 m hatte. Es erreichte bei Überwasserfahrt eine Geschwindigkeit von 18,3 kn und fuhr unter Wasser maximal 7,5 kn.
U 844 wurde am 7. April von Oberleutnant zur See Günther Möller in Dienst gestellt. Wie die meisten deutschen U-Boote seiner Zeit verfügte auch dieses Boot über ein bootsspezifisches Zeichen, das am Turm geführt wurde. Es handelte sich um eine stilisierte springende Raubkatze auf einem Torpedo

## Einsatz und Geschichte
U 844 war bis September 1943 der 4. U-Flottille unterstellt, einer Ausbildungsflottille, die in Stettin stationiert war. In dieser Zeit unternahm Kommandant Möller Ausbildungsfahrten in der Ostsee zum Einfahren des Bootes und zur Ausbildung der Besatzung.
Am 14. September 1943 lief das Boot von Kiel aus zu einer Unternehmung aus. U 844 erreichte fünf Tage später den deutschen Marinestützpunkt in Bergen. Von hier lief das Boot am 6. Oktober wieder aus um gemeinsam mit 13 weiteren U-Booten, die in der U-Bootgruppe Schlieffen zusammengefasst waren, das Gefecht mit alliierten Geleitzügen zu suchen. Am 15. Oktober entdeckte Kommandant Möller Schiffe, die zu alliierten Geleitzügen gehörten, die sich auf dem Weg von Liverpool nach Nordamerika befanden. ON 206 und ONS 20 waren große, langsam fahrende Konvois aus insgesamt über 100 Schiffen, die von 13 Kriegsschiffen und mehreren Dutzend Flugzeugen gedeckt wurden. Gemäß der von Karl Dönitz entwickelten Rudeltaktik funkte U 844 seine Position, sowie Richtung und Geschwindigkeit der Konvoischiffe, um weitere U-Boote an den Geleitzug heranzuführen. Entgegen früheren taktischen Maßgaben war die U-Bootführung inzwischen zu der Überzeugung gelangt, dass mit dem akustisch gesteuerten Torpedo „Zaunkönig“ in Verbindung mit einer verstärkten Artilleriebewaffnung, massierte Überwasserangriffe von U-Booten gegen solcherlei geschützte Konvois erfolgversprechend wären. In der Folge wurden am 16. und am 17. Oktober sechs U-Boote der Gruppe Schlieffen versenkt, was als eine der größten Niederlagen der Kriegsmarine im Zweiten Weltkrieg gilt.

## Verlust des Bootes
U 844 wurde am 16. Oktober südwestlich von Island an der Oberfläche fahrend in Nähe des westwärts laufenden Geleitzuges von einem Liberator Bomber der Royal Air Force entdeckt. Trotz erheblichem Abwehrfeuer entschloss sich der britische Pilot zum Angriff auf das deutsche U-Boot, aber die Wasserbomben des Flugzeugs lösten sich nicht aus dem Abwurfschacht. Es gelang der deutschen Flakbesatzung im Gegenzug, zwei der vier Bordmotoren der Liberator zu zerstören. Nun war es der B-24 nicht mehr möglich, Angriffe zu fliegen, und der Pilot beschränkte sich darauf, das U-Boot zu umkreisen und Unterstützung herbeizurufen. Einige Zeit später traf eine weitere Liberator ein, die acht Wasserbomben auf U 844 warf, wobei im Feuergefecht ebenfalls bei diesem Flugzeug ein Bordmotor zerstört wurde. Durch das Zusammenwirken der beiden Liberator Bomber der Royal Air Force wurde U 844 schließlich versenkt, wobei alle 53 Besatzungsmitglieder ums Leben kamen. Eine der B-24 war im Gefecht so stark beschädigt worden, dass sie wassern musste. Zwei Besatzungsmitglieder kamen ums Leben, die restlichen vier Männer wurden von einem Geleitschiff aufgenommen.